# Tossiemia
La tossiemia è il rilievo di sostanze nel sangue a concentrazioni tossiche per l'organismo in questione.
Nel caso di tossine di provenienza batterica, queste possono esser prodotte
- sia durante l'infezione, e in questo caso si parla di tossinfezione, in presenza o meno di batteriemia (il tetano, nel primo caso; la pneumococcosi, nel secondo);
- sia esternamente all'organismo, come per esempio quelle deposte nei cibi, e in questo caso si parla di tossicosi (è il caso del botulismo dovuto alla presenza in circolo di tossina botulinica).

Le tossine batteriche possono causare una sindrome da shock tossico. Tra queste:
1. da enterotossina F, TSCT-1, tossina prodotta da un ceppo di Stafilococco aureo,
2. da enterotossina SGA, prodotta dallo Streptococco di gruppo A, spesso complicazione di una fascite o miosite necrotizzante.